# Simon Baker
Simon Baker (ur. 30 lipca 1969 w Launceston) – australijski aktor. Odtwórca roli Patricka Jane’a w serialu CBS Mentalista (2008–2015).
14 lutego 2013 otrzymał własną gwiazdę w Alei Gwiazd w Los Angeles znajdującą się przy 6352 Hollywood Boulevard.

## Życiorys

### Wczesne lata
Rok po narodzinach Simona Bakera rodzina przeprowadziła się na Nową Gwineę, gdzie wkrótce małżeństwo jego rodziców: Elizabeth Labberton (nauczycielki języka angielskiego) i Barry’ego Bakera (ogrodnika / mechanika), mających dwoje dzieci, zostało zakończone rozwodem. W 1972 nowym partnerem matki został Tom Denny z Sydney. Tam zabrał żonę oraz Simona ze starszą siostrą Terri. Po kilku latach nastąpiła kolejna przeprowadzka, do miasta Ballina (Nowa Południowa Walia, Australia). Tutaj artysta spędził późne lata dzieciństwa oraz wczesnej młodości, nie znając swojego biologicznego ojca i nosząc nazwisko ojczyma. Uczęszczał najpierw do szkoły Francis Xavier Primary School, a w 1986 ukończył szkołę średnią Ballina High School. Jako nastolatek był mistrzem sportowym w surfingu i piłce wodnej na poziomie krajowym.

### Kariera
Pod koniec lat 80. brał udział w australijskich programach telewizyjnych. W 1991 roku pojawił się w teledyskach Melissy Tkautz do piosenki „Read My Lips” i grupy Euphoria „Love You Right” jako jeden z tancerzy. Następnie występował w australijskich operach mydlanych:
- Ulica E (E Street, 1992–93) – telewizyjna nagroda Logie dla najbardziej obiecującego debiutanta (1992),
- Zatoka serc (Home and Away, 1994),
- Szkoła złamanych serc (Heartbreak High, 1995–96).

Jego debiut na wielkim ekranie to niewielka rola aktora-geja w hollywoodzkim filmie kryminalnym Tajemnice Los Angeles (L.A. Confidential, 1997). W 2003 roku odebrał australijską nagrodę TV – Fugly. W 2001 roku trafił na srebrny ekran w serialu kryminalnym CBS Obrońca (The Guardian, 2001–04), w którym grał rolę prawnika specjalizującego się w prawach dzieci. Za tę rolę był nominowany do nagrody Złotego Globu. Magazyn People ogłosił go jednym z 50. Najpiękniejszych Ludzi Świata 2002 roku. Zwrócił na siebie uwagę w dramacie komediowym Księga miłości (Book of Love, 2004) w roli nauczyciela historii w szkole dla dziewcząt oraz w filmie Diabeł ubiera się u Prady (The Devil Wears Prada, 2006) z Meryl Streep i Anne Hathaway, gdzie wystąpił w roli dziennikarza. Od 2008 do 2015 odtwarzał postać tytułowego bohatera serialu Mentalista, Patricka Jane'a. Za tę rolę był nominowany do nagród Emmy (2009) i ponownie do Złotego Globu (2010). Przyniosła mu też międzynarodową sławę. W filmie Chciwość (Margin Call) wcielił się w postać Jareda Cohena i otrzymał w 2011, wraz z pozostałymi aktorami, nominację do Nagrody Gotham: Najlepsza obsada. Podczas pracy przy serialach Simon Baker poznawał tajniki pracy reżyserskiej, kilkukrotnie stanął po przeciwnej stronie kamery, a następnie podjął się sprostać wyzwaniu podwójnej roli aktora i reżysera w filmie Breath. Baker jest także współproducentem tego filmu, powstałego w oparciu o nowelę australijskiego pisarza Tima Wintona. Projekt został zaanonsowany przez aktora w 2015 podczas festiwalu w Cannes.

### Życie prywatne
W 1998 roku poślubił aktorkę Rebeccę Rigg. Ma z nią troje dzieci: córkę Stellę (ur. 8 sierpnia 1993) oraz dwóch synów – Claude’a Blue (ur. 1998) i Harry’ego Fridaya (ur. 19 września 2001), którego matką chrzestną jest Nicole Kidman. Simon Baker ma dwie rezydencje – w Malibu w stanie Kalifornia i w Sydney w Australii.

## Filmografia

### Filmy kinowe
- 1987: Północna magia (Midnight Magic)
- 1996: Ostatnie najlepsze miejsce (The Last Best Place)
- 1997: Tajemnice Los Angeles (L.A. Confidential) jako Matt Reynolds
- 1997: Poszukiwany (Most Wanted) jako Stephen Barnes
- 1998: Restauracja (Restaurant) jako Kenny
- 1998: Pocałunek Judasza (Judas Kiss) jako Junior Armstrong
- 1998: Miłość od epicentrum (Love From Ground Zero) jako Eric
- 1999: Tajemnica człowieka biznesu (Secret Men’s Business) jako Andy Greville
- 1999: Przejażdżka z diabłem (Ride with the Devil) jako George Clyde
- 2000: Smuga o zachodzie słońca (Sunset Strip) jako Michael Scott
- 2000: Czerwona planeta (Red Planet) jako Chip Pettengill
- 2001: Afera naszyjnikowa (The Affair of the Necklace) jako Rétaux de Vilette
- 2004: Księga miłości (Book of Love) jako David Walker
- 2005: The Ring 2 (The Ring Two) jako David Rourke
- 2005: Ziemia żywych trupów (Land of the Dead) jako Riley
- 2006: Coś nowego (Something New) jako Brian Kelly
- 2006: Diabeł ubiera się u Prady (The Devil Wears Prada) jako Christian Thompson
- 2007: The Key to Reserva jako Roger Thornberry
- 2007: Sexlista 101 (Sex and Death 101) jako Roderick Blank
- 2009: Not Forgotten jako Jack Bishop
- 2009: Lokator (The Lodger) jako Malcolm
- 2010: Morderca we mnie (The Killer Inside Me) jako Howard Hendricks
- 2011: Chciwość (Margin Call) jako Jared Cohen
- 2013: Daję Nam Rok (I Give It a Year) jako Guy
- 2017: Breath jako Sando
- 2018: Here and Now jako Nick
- 2020: High Ground jako Travis

### Seriale TV
- 1992–1993: Ulica E (E Street) jako Sam Farrell
- 1993: Prowincjonalna praktyka (A Country Practice) jako Stuart Waterman
- 1994: Zatoka serc (Home and Away) jako James Healey
- 1995: Nagi (Naked)
- 1995–1996: Szkoła złamanych serc (Heartbreak High) jako Thomas Summers
- 1996: Nagi: Opowieści mężczyzny (Naked: Stories of Men) jako Gabriel
- 2001–2004: Obrońca (The Guardian) jako Nick Fallin
- 2006: Smith jako Jeff
- 2008–2015: Mentalista jako Patrick Jane